# The Breeders
The Breeders je americká alternativní rocková hudební skupina, kterou založila Kim Deal ze skupiny Pixies spolu s Tanyou Donelly z Throwing Muses. Kapelou v následujících letech přošlo několik dalších hudebníků a Kim Deal zůstala jedinou stálou členkou. Dlouhodobě v kapele působí též její sestra Kelley Deal. Úspěchu u kritiky se kapele dostalo již po vydání jejího prvního alba Pod (1990). Později kapela vydala další čtyři desky.

## Diskografie
- Pod (1990)
- Last Splash (1993)
- Title TK (2002)
- Mountain Battles (2008)
- All Nerve (2018)